# Gens Albinia
Die gens Albinia war eine plebejische Familie, die vor allem in der frühen römischen Republik in Erscheinung trat.

## Bekannte Familienmitglieder
- Lucius Albinius, half die Priester und Vestalinnen Roms vor der Plünderung durch die Kelten 390 v. Chr. nach Caere zu evakuieren
- Lucius Albinius Paterculus, einer der ersten Volkstribune, 494 v. Chr.
- Lucius Albinius Saturninus, Suffektkonsul, 2. Jahrhundert
- Marcus Albinius, Konsulartribun 379 v. Chr.